# Housemarque
Housemarque – fińskie studio zajmujące się produkcją gier komputerowych. Założone zostało w lipcu 1995 roku i powstało ono z połączenia dwóch mniejszych studiów, Terramarque i Bloodhouse, obydwóch założonych w 1993 roku. Housemarque jest najstarszym aktywnym studiem tworzącym gry w Finlandii i zatrudniało około 80 pracowników w styczniu 2020. Studio zostało przejęte przez Sony Interactive Entertainment w czerwcu 2021 roku i jest obecnie częścią PlayStation Studios.

## Wyprodukowane gry

### Bloodhouse
| Rok  | Tytuł          | Platforma                 | Wydawca    |
| ---- | -------------- | ------------------------- | ---------- |
| 1993 | Stardust       | Amiga 500, Atari STE, DOS | Bloodhouse |
| 1994 | Super Stardust | Amiga 1200, Amiga CD32    | Team17     |

### Terramarque
| Rok  | Tytuł    | Platforma | Wydawca           |
| ---- | -------- | --------- | ----------------- |
| 1994 | Elfmania | Amiga     | Renegade Software |

### Housemarque
| Rok  | Tytuł                           | Platforma                                             | Wydawca                           |
| ---- | ------------------------------- | ----------------------------------------------------- | --------------------------------- |
| 1996 | Super Stardust                  | DOS                                                   | GameTek                           |
| 1996 | Alien Incident                  | DOS                                                   | GameTek                           |
| 1997 | The Reap                        | Windows                                               | Take-Two Interactive              |
| 1999 | Supreme Snowboarding            | Windows                                               | Infogrames Entertainment          |
| 2002 | Transworld Snowboarding         | Xbox                                                  | Infogrames Entertainment          |
| 2005 | Gizmondo Motocross 2005         | Gizmondo                                              | Fathammer                         |
| 2007 | Super Stardust HD               | PlayStation 3 (PSN)                                   | Sony Computer Entertainment       |
| 2008 | Golf: Tee It Up!                | Xbox 360 (XBLA)                                       | Activision                        |
| 2008 | Super Stardust Portable         | PlayStation Portable (PSN)                            | Sony Computer Entertainment       |
| 2010 | Dead Nation                     | PlayStation 3, PlayStation Vita (PSN)                 | Sony Computer Entertainment       |
| 2011 | Outland                         | PlayStation 3 (PSN), Xbox 360 (XBLA), Windows (Steam) | Ubisoft                           |
| 2012 | Super Stardust Delta            | PlayStation Vita (PSN)                                | Sony Computer Entertainment       |
| 2012 | Furmins                         | iOS, PlayStation Vita                                 | Marquee Productions / Beatshapers |
| 2013 | Resogun                         | PlayStation 4 (PSN), PlayStation 3, PlayStation Vita  | Sony Computer Entertainment       |
| 2014 | Dead Nation: Apocalypse Edition | PlayStation 4 (PSN)                                   | Sony Computer Entertainment       |
| 2016 | Alienation                      | PlayStation 4 (PSN)                                   | Sony Computer Entertainment       |
| 2017 | Nex Machina                     | PlayStation 4, Windows (Steam)                        | Housemarque                       |
| 2017 | Matterfall                      | PlayStation 4                                         | Sony Interactive Entertainment    |
| 2021 | Returnal                        | PlayStation 5, Windows (Steam)                        | Sony Interactive Entertainment    |